# Antonio Rossi (futbolista)
Antonio Rossi Fernández (Lima, Perú) fue un futbolista peruano. Se desempeñaba como mediocampista. 

## Trayectoria
Su primer club fue Ciclista Lima, de su país natal, en el cual debutó el año 1931 y 11 años después en 1942 se retiró terminando su carrera activa en Universidad de Chile. El año 1943 no jugó por lesiones de cuidado, de observación y tratamientos médicos, productos de una caída ecuestre.
Su viaje a Chile comenzó en 1936, junto a otros nueve futbolistas peruanos, para jugar en Everton de Viña del Mar.
Sus 5 años en Universidad de Chile entre 1938 y 1942, fueron los mejores. Entre sus características se le calificó como imperturbable, juego suave, tácticamente de excelente ubicación y exacto en el tiempo de intervención, por lo cual nunca necesitó un despliegue esforzado, pareciendo que todo lo que hacía era fácil.

## Clubes
| Club                 | País  | Año         |
| -------------------- | ----- | ----------- |
| Ciclista Lima        | Perú  | 1931 – 1935 |
| Everton              | Chile | 1936 – 1937 |
| Universidad de Chile | Chile | 1938 – 1942 |

## Palmarés

### Campeonatos nacionales
| Título           | Club                 | País  | Año  |
| ---------------- | -------------------- | ----- | ---- |
| Primera División | Universidad de Chile | Chile | 1940 |

### Distinciones individuales
| Distinción                                                                              | Año  |
| --------------------------------------------------------------------------------------- | ---- |
| Incluido dentro de las 50 mejores figuras históricas de Universidad de Chile por AS.com | 2016 |
| Incluido dentro de los mayores referentes históricos de Universidad de Chile            | 2017 |